# Xylosma latifolium
Espèce
Statut de conservation UICN

 EN B1+2c : En danger
Xylosma latifolium est une espèce de plantes à fleurs de la famille des Salicaceae. C'est un arbuste endémique d'Inde.